# Duna (1984)
Duna (em inglês:  Dune) é um filme estadunidense de 1984, do gênero ficção científica, dirigido por David Lynch, com roteiro baseado no romance homônimo de Frank Herbert. A versão teve recepção geralmente negativas por parte da mídia especializada e dos fãs do universo de Duna.

## Enredo
No ano de 10191, a humanidade se espalhou pelo universo, mas, politicamente, regrediu para um regime feudal. A moeda desse universo é chamada especiaria, um produto com a capacidade de aumentar a expectativa de vida e os poderes de presciência de alguns usuários. Neste universo cheio de intrigas e batalhas, no planeta Arrakis, único lugar onde a especiaria pode ser colhida, entram em conflito os interesses de diversas casas nobres pelo controle da produção da especiaria Melange, para, dessa forma, controlar todo o poder do Universo.

## Elenco
- Kyle MacLachlan como Paul Atreides (Muad'Dib)
- Francesca Annis como Lady Jessica Atreides
- Jürgen Prochnow como Duque Leto Atreides
- Kenneth McMillan como Barão Vladimir Harkonnen
- Sean Young como Chani
- Virginia Madsen como Princesa Irulan Corrino
- Sting como Feyd-Rautha Harkonnen
- Max von Sydow como Liet-Kynes
- Alicia Witt como Alia Atreides
- Patrick Stewart como Gurney Halleck
- Dean Stockwell como Dr. Wellington Yueh
- Brad Dourif como Piter De Vries
- José Ferrer como Padishah Imperador Shaddam IV
- Linda Hunt como Shadout Mapes
- Silvana Mangano como Reverenda Madre Ramallo
- Ernesto Laguardia como Vítima do barão Harkonnen
- David Lynch como Trabalhador na especiaria
- Freddie Jones como Thufir Hawat
- Richard Jordan como Duncan Idaho
- Everett McGill como Stilgar
- Jack Nance como Nefud
- Siân Phillips como Reverenda Madre Gaius Helen Mohiam
- Paul L. Smith como Raban a besta
- Danny Corkill como Orlop
- Honorato Magaloni como Otheym
- Judd Omen como Jamis
- Molly Wryn como Harah
- Leonardo Cimino como Médico do Barão
- Angélica Aragón como Irmã Bene Gesserit
- Michael Bolton como Não creditado
- Miguel Cane como Pequeno garoto Fremen
- Humberto Elizondo como Czigo
- James Mathers como Garoto Fremen
- Ramón Menéndez como Kinet
- Ana Ofelia Murguía como Empregada do palácio
- Claudia Ramírez como Garota Fremen
- Julieta Rosen como Empregada do palácio
- Margarita Sanz como Empregada de Lady Jessica
- Jacqueline Voltaire como Bit Part

## Premiações
- Indicado

Óscar
Categoria Melhor Som Bill Varney Steve Maslow Kevin O'Connell Nelson Stoll
Academy of Science Fiction, Fantasy & Horror Films
Categoria Melhor Make-Up Giannetto De Rossi
Categoria Melhor Efeito Especial Barry Nolan
Hugo Awards
Categoria Melhor Apresentação Dramática
- Ganhou

Academy of Science Fiction, Fantasy & Horror Films
Categoria Melhor Figurino Bob Ringwood
Categoria Melhor Filme de Ficção Científica